# Тижука (лес)

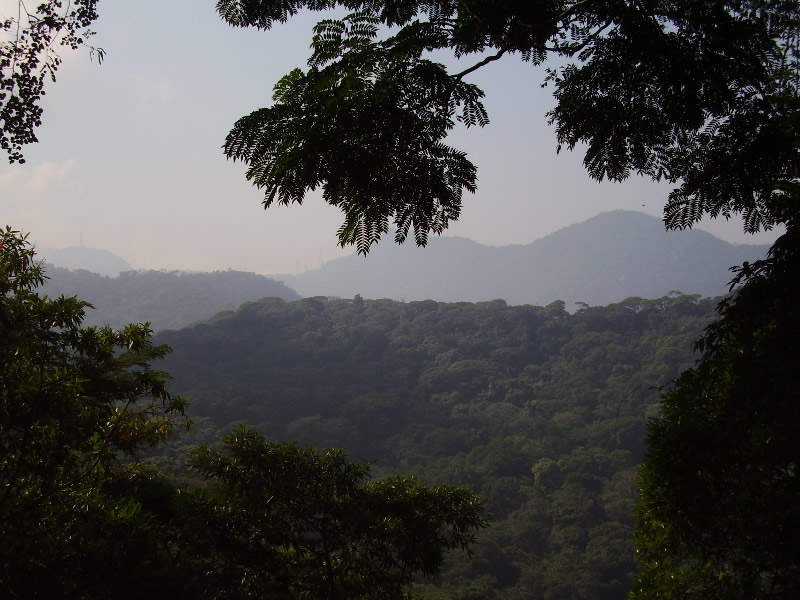

Тижука (порт. Floresta da Tijuca) — лесной массив в Рио-де-Жанейро.
Лес занимает площадь 32 км², что делает его одним из крупнейших городских лесных массивов в мире. На языке тупи название означает болотистая местность.

## История
Тижука является вторичным лесом. Педру II был обеспокоен дефорестацией района из-за увеличения плантаций кофе. История рассказывает, что по его приказу майор Аршер руководил в течение 13 лет шестью (по современным оценкам, между 20 и 30) рабами, которые высадили более 100 тысяч деревьев. Виды растений были свойственны местным атлантическим лесам. После бароном д’Экраньолем были проведены работы по благоустройству территории.
В 1961 году территория леса Тижука, гора Корковаду и скала Педра-да-Гавеа были объединены в национальный парк Тижука. На территории парка расположена и знаменитая статуя Христа-Искупителя.
Сегодня с лесом граничит фавела Мата-Машадо, расширение которой в значительной мере угрожает природе Тижуки.